# Jordan Jegat
Pour les articles homonymes, voir Jegat.
Jordan Jegat, né le 7 juin 1999 à Vannes (Morbihan), est un coureur cycliste français.

## Biographie

### Débuts
Jordan Jegat commence le cyclisme à l'âge de quatre ans. Il prend sa première licence à l'OC Locminé, où il court dans les catégories de jeunes, malgré un intermède en minimes à l'AC Pays de Baud.
En 2018, il fait ses débuts en DN3 au sein de l'équipe Fybolia Locminé, pour ses débuts espoirs (moins de 23 ans). L'année suivante, il termine deuxième de Manche-Océan, course réputée pour les amateurs bretons. Dans le même temps, il termine ses études en validant son BTS MUC.
Il rejoint l'UC Nantes Atlantique en 2020, club de division nationale 1, afin de disposer d'un meilleur calendrier de courses. Désormais concentré à 100 % sur le vélo, il se distingue lors de la saison 2021 en remportant deux courses chez les amateurs. Il se classe également sixième du championnat de France du contre-la-montre espoirs, et onzième de la Ronde de l'Isard, où il montre ses qualités de grimpeur. Il conclut sa saison par une dixième place au Chrono des Nations espoirs.

### Carrière professionnelle

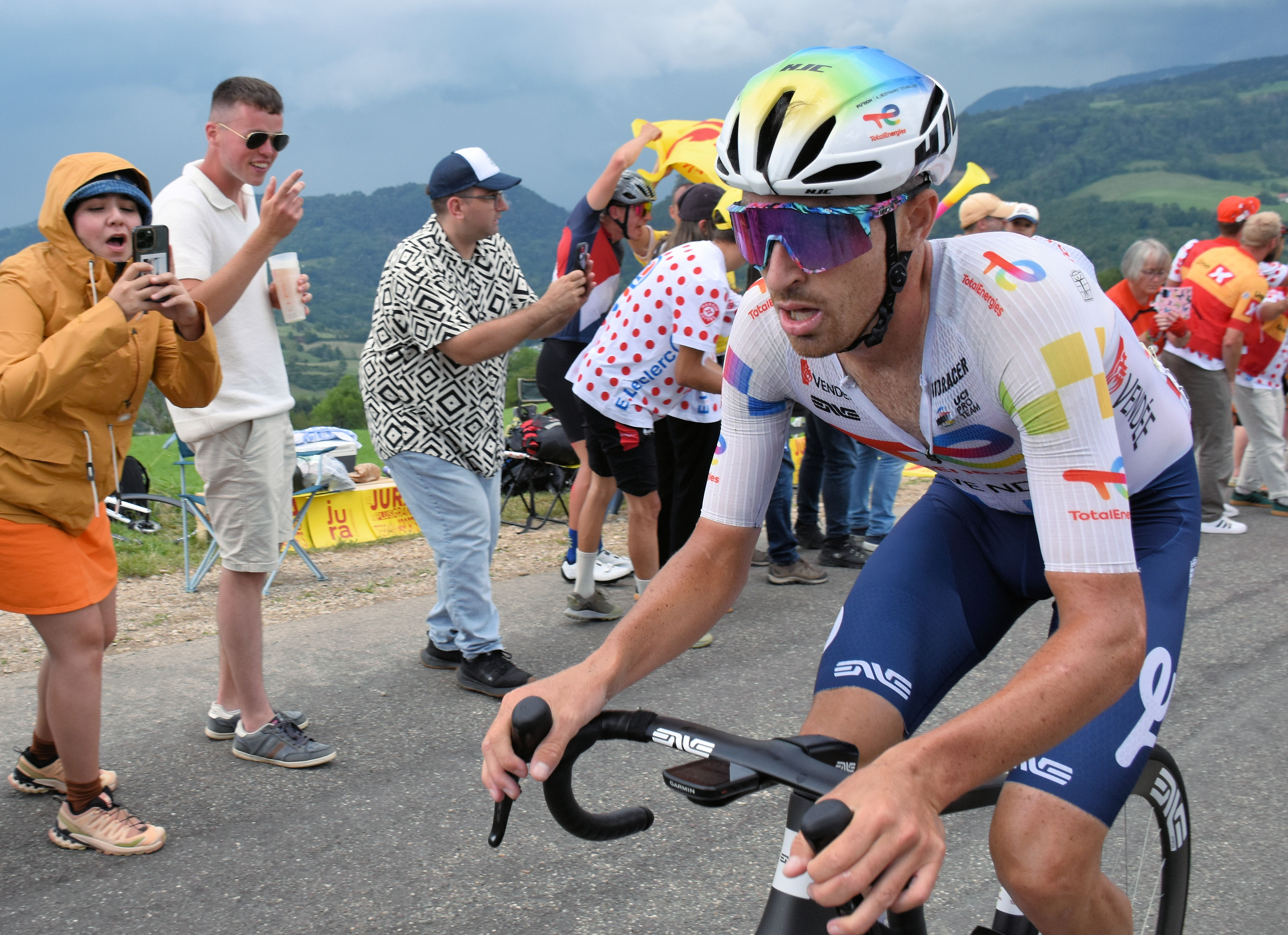
Jordan Jegat sur le Tour de France 2025

En 2022, l'UC Nantes Atlantique devient une équipe continentale. Jorgan Jegat y passe professionnel. Il effectue sa reprise au Grand Prix La Marseillaise, où il est membre de l'échappée du jour. Il abandonne ensuite lors de l'Étoile de Bessèges, sa deuxième course de la saison, en raison de deux chutes sur la troisième étape. Au mois de juin, il obtient ses premiers résultats notables en terminant dix-neuvième du Mont Ventoux Dénivelé Challenges et de la Route d'Occitanie, sur des courses qui correspondent à son profil de grimpeur. Peu de temps après, il prend la deuxième place de l'étape de la Planche des Belles Filles au Tour Alsace. Il enchaîne avec le Tour de l'Ain, où il termine vingtième du classement général. Le 4 septembre, il finit onzième du Tour du Doubs.

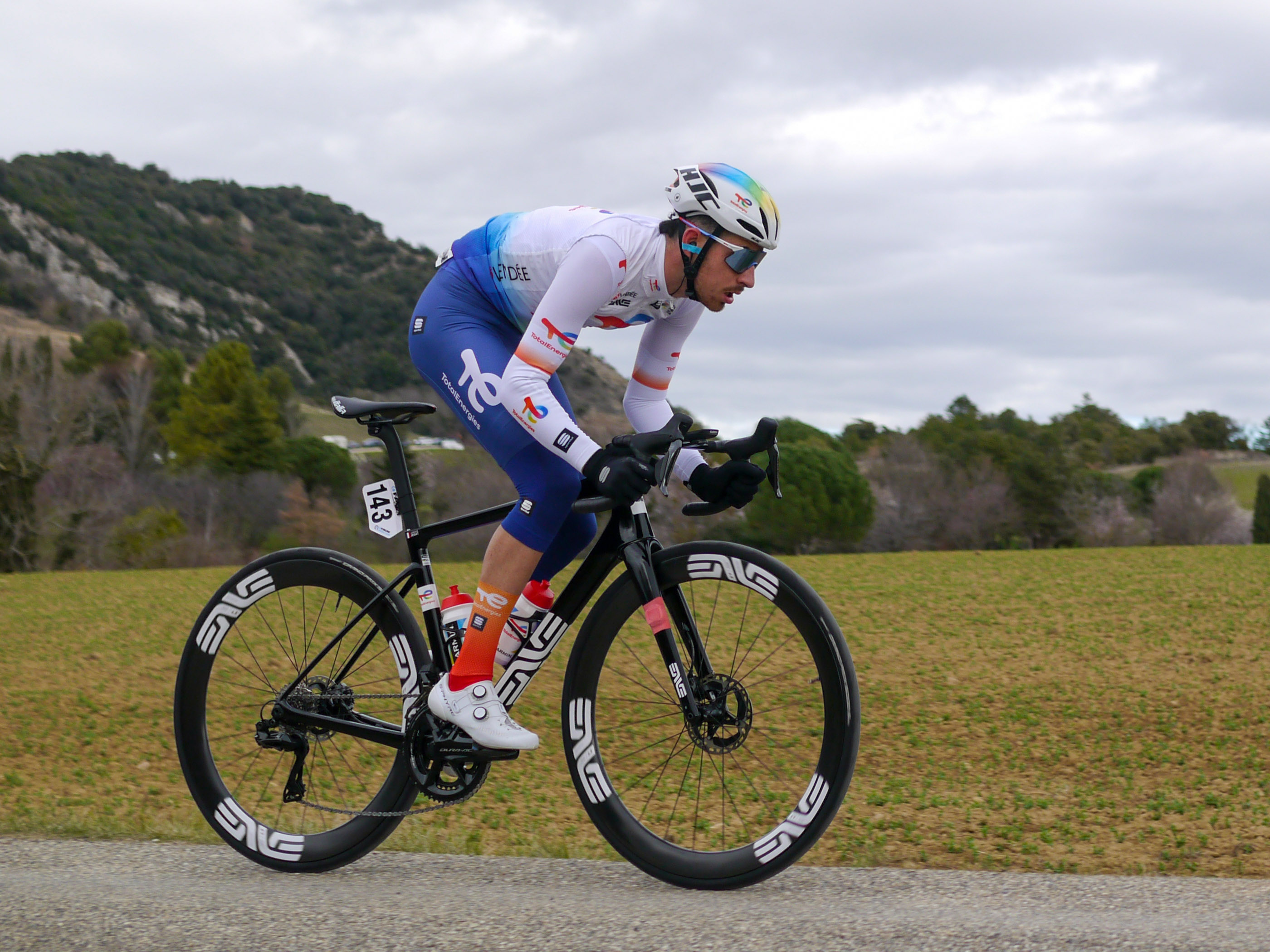
Jordan Jegat à l'Ardèche Classic 2024.

## Palmarès et résultats

### Palmarès par année
- 2017
  - 3e du Tour du Bocage et de l'Ernée 53
- 2019
  - 2e de Manche-Océan
- 2021
  - Anjou Pays de la Loire Espoirs
  - Trophée Noret
- 2023
  - 3e de la Polynormande
- 2024
  - 2e du Tour du Jura
  - 3e du Tour de Toscane
- 2025
  - 10e du Tour de France

### Résultat sur les grands tours

#### Tour de France
2 participations
- 2024 : 28e
- 2025 : 10e

### Classements mondiaux
| Année                                 | 2021  | 2022  | 2023 | 2024 |
| ------------------------------------- | ----- | ----- | ---- | ---- |
| Classement mondial                    | 2718e | 1182e | 430e | 181e |
| UCI Europe Tour                       | 1774e | 825e  | nc   | nc   |
|                                       |       |       |      |      |
| Légende : nc = non classéSource : UCI |       |       |      |      |